# 波孟頭冑海鯰
波孟頭冑海鯰（学名：Cephalocassis borneensis）為輻鰭魚綱鯰形目海鯰科的其中一種。分布於中西太平洋區，包括柬埔寨、寮國、泰國、越南、印尼、馬來西亞淡水、半鹹水水域。體長可達30公分，棲息在大型低地河流。以甲殼類、貝類、植物碎屑等為食。可作為食用魚。
其种加词“borneensis”意为“婆罗洲的”。